# Dysmicoccus hypogaeus
Dysmicoccus hypogaeus är en insektsart som beskrevs av Williams 1985. Dysmicoccus hypogaeus ingår i släktet Dysmicoccus och familjen ullsköldlöss. Inga underarter finns listade i Catalogue of Life.